# Réserve naturelle de Poutorana
La réserve naturelle de Poutorana (en russe : Путоранский заповедник, Poutoranski zapovednik) est une réserve naturelle d'État située en fédération de Russie qui appartient depuis août 2010 à la liste du patrimoine mondial dressée par l'Unesco. Elle se trouve dans la partie nord-ouest du plateau de Sibérie centrale et comprend le plateau de Poutorana. Elle couvre une surface de 1 887 251 ha, avec en plus 1 773 300 ha de zone tampon. Son siège est à Norilsk.

## Géographie

### Localisation et frontières
La réserve naturelle de Poutorana est située à cheval sur les raïons municipaux de Taïmyrie et d'Evenkie, dans le kraï de Krasnoïarsk du district fédéral sibérien en Russie. Elle couvre une superficie de 1 887 251 ha (18 872,51 km2) ce qui en fait la quatrième plus vaste de Russie. La réserve se situe au sein du plateau de Poutorana, dans la partie nord-est du plateau de Sibérie centrale, au sud de la péninsule de Taïmyr. L'aire protégée s'étend ente le 68e et le 66e parallèle nord, ainsi qu'entre le 91e et le 96e méridien est,. À cela s'ajoute une zone tampon de 1 773 300 ha (17 733 km2) principalement situé sur le flanc ouest de la réserve, et dans une moindre mesure au nord et au sud. 

### Relief
La réserve occupe la partie centrale, et la plus élevée, du plateau de Poutorana, un massif du nord-ouest du plateau de Sibérie centrale. Le plateau est bordé par le fleuve Ienisseï à l'ouest, par la rivière Kheta au nord, par la rivière Kotyi à l'est et par le cours inférieur de la Toungouska au sud. Le plateau s'étend sur 500 km du nord au sud et sur 250 km d'ouest en est. Les altitudes des montagnes varient généralement de 900 à 1 200 m, mais les canyons peuvent être profonds jusqu'à 1 500 m au maximum par rapport au sommet des montagnes. Le point culminant est le mont Kamen avec ses 1 701 m, situé près de la frontière orientale de l'aire protégée. 

### Hydrographie
Le plateau présente la caractéristique rare sur Terre d'avoir été fortement impacté et façonné par la dernière période glaciaire, avec le creusement de nombreux lacs et la formation d'une multitude d'autres lacs. Alors que les régions avec une érosion forte par les rivières sont habituellement pourvues de peu de lacs, l'aire est une exception à la règle, avec des rivières à hauts débits et un grand nombre de lacs. La région compte une partie importante des lacs les plus longs et profonds de Sibérie, faisant de la région la plus haute en élévation avec autant de grands et profonds lacs au monde. 

## Histoire
Le territoire de la réserve naturelle a été inscrit en août 2010 à la liste du patrimoine mondial de l'Unesco, car cette zone isolée de haut plateau et de massifs est idéale pour l'étude de l'écosystème subarctique et arctique, comme la taïga, la toundra mi-boisée, ou le désert arctique. Les lacs et les rivières de la zone offrent un exemple de système naturel non touché par l'homme et sont une autre raison pour l'inscription du territoire au patrimoine mondial, ainsi que les migrations du renne sauvage que l'on observe ici.

## Gestion et tourisme
- Conservation et protection de la nature composée de lacs, de massifs montagneux et de taïga
- Protection et étude de sa flore
- Protection et étude de sa faune dont certains animaux, comme le mouflon des neiges (Ovis nivicola borealis), sont inscrits au livre rouge de Russie des espèces menacées. Conservation et étude de la population des rennes sauvages dont le nombre est ici le plus important au monde.

## Galerie

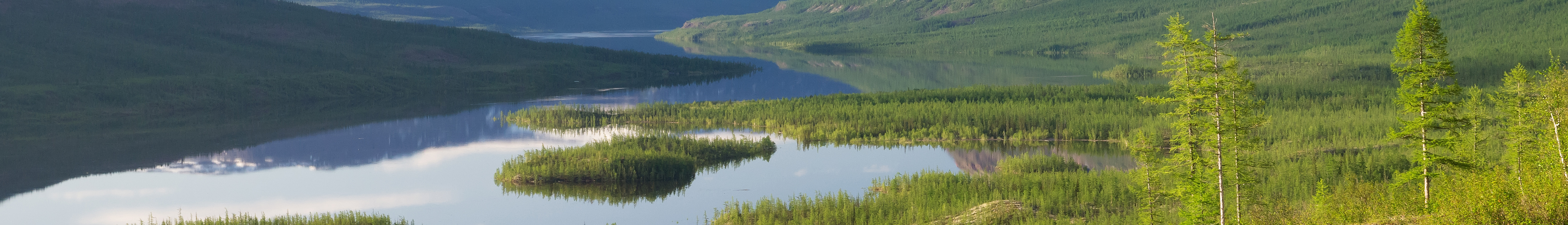
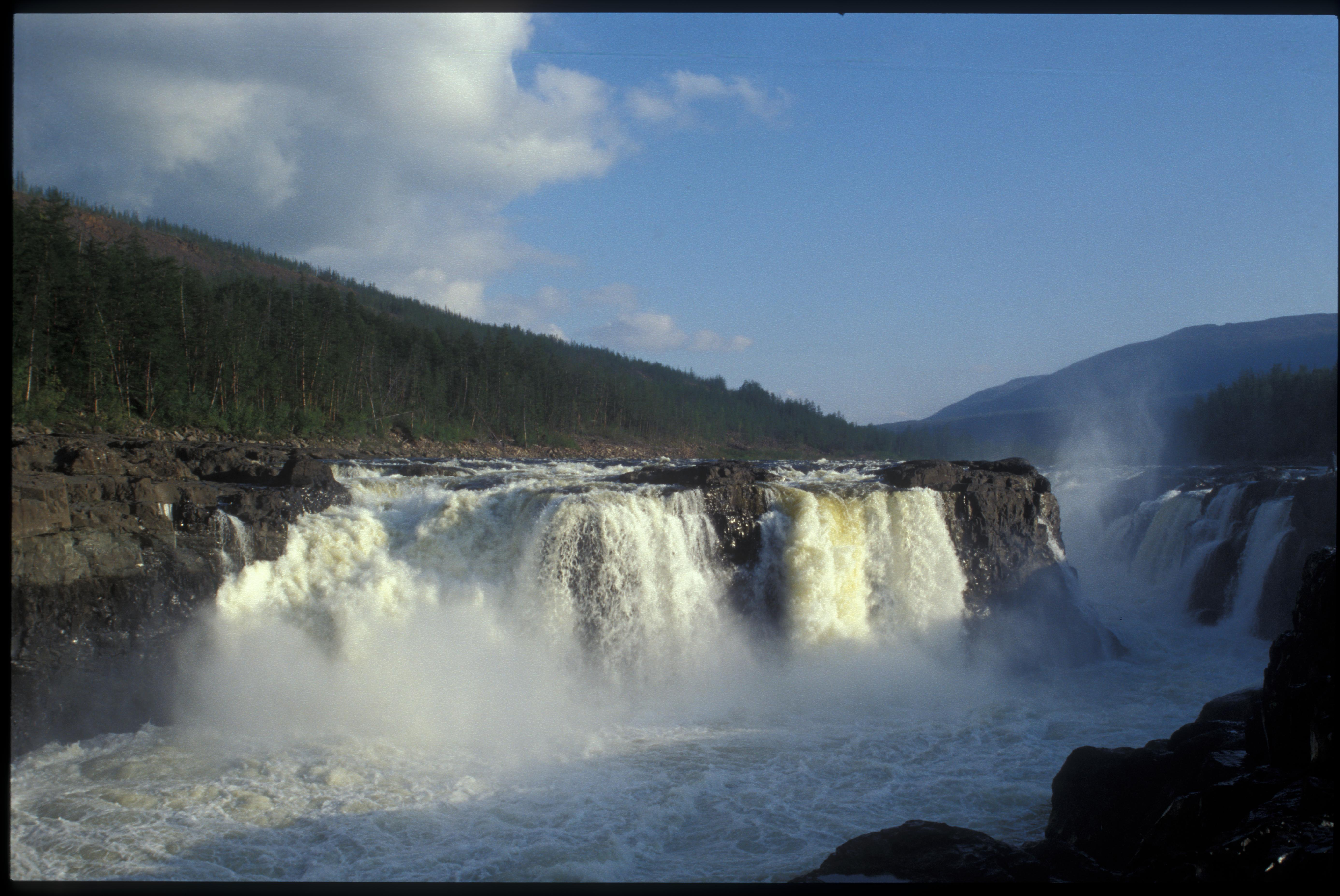
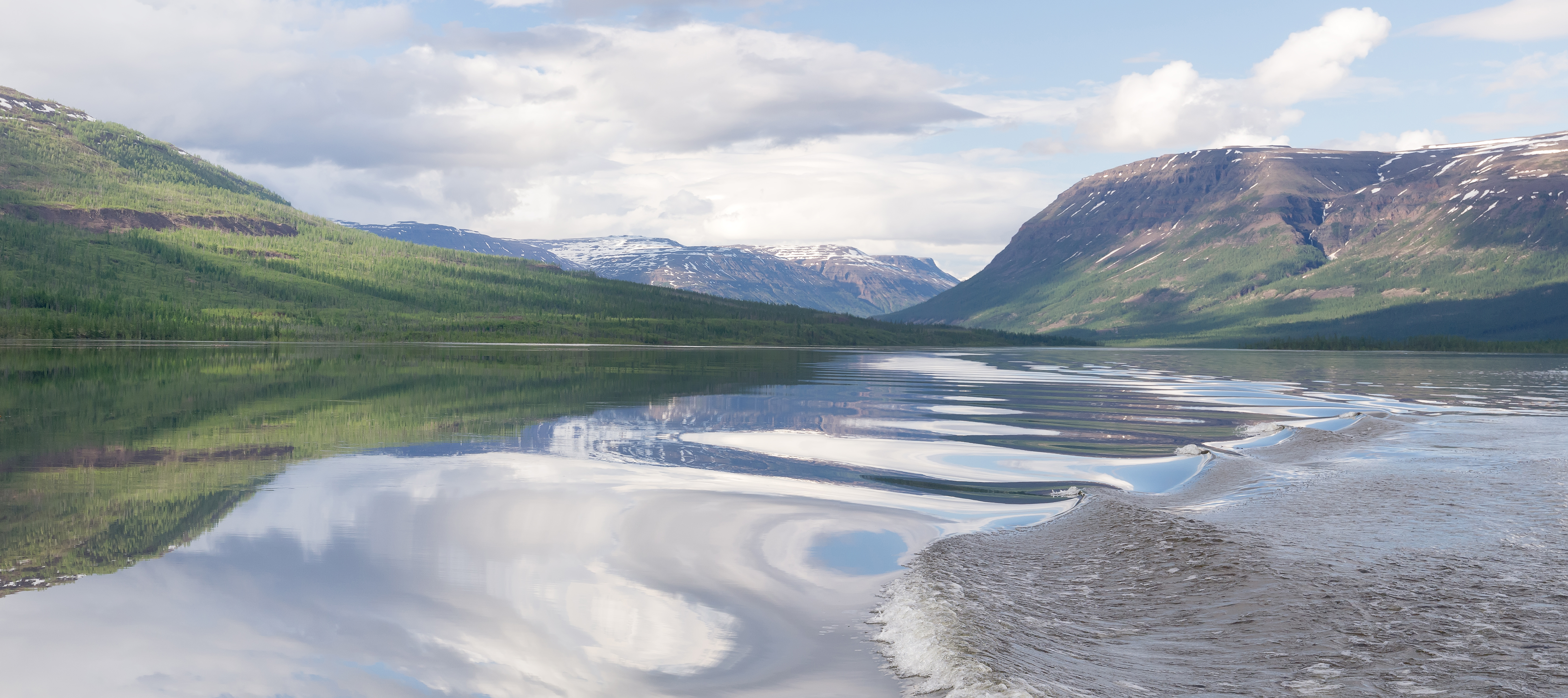
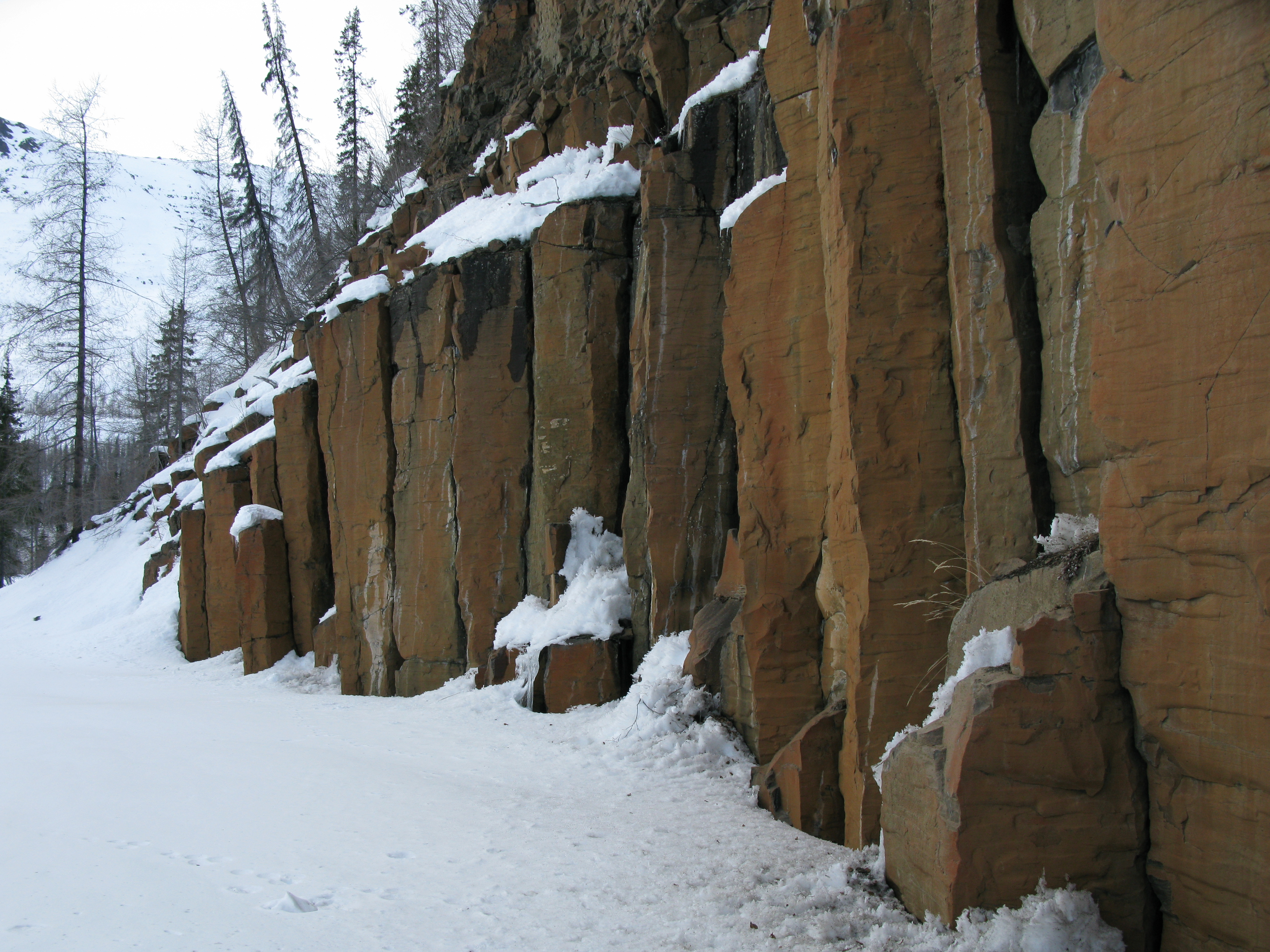
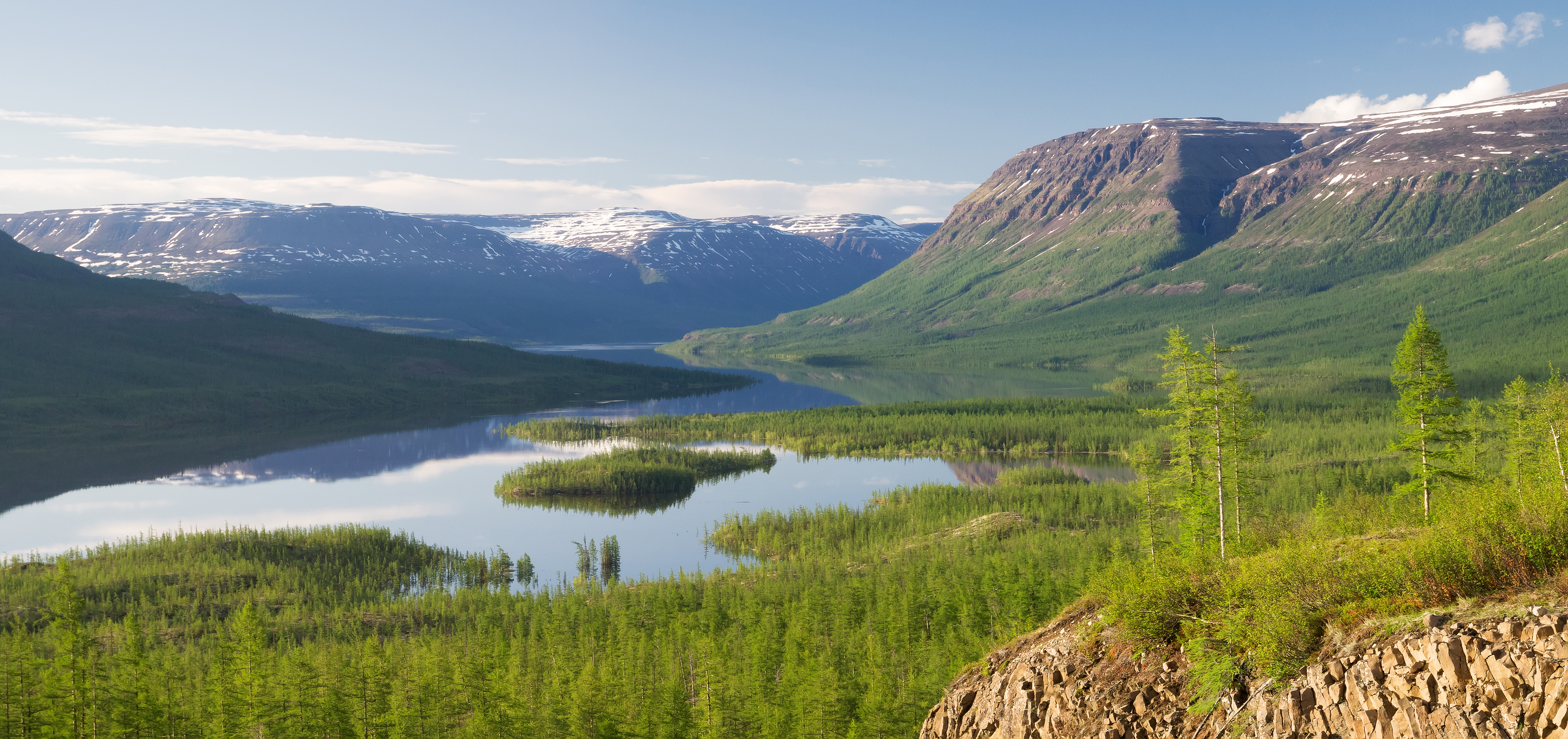
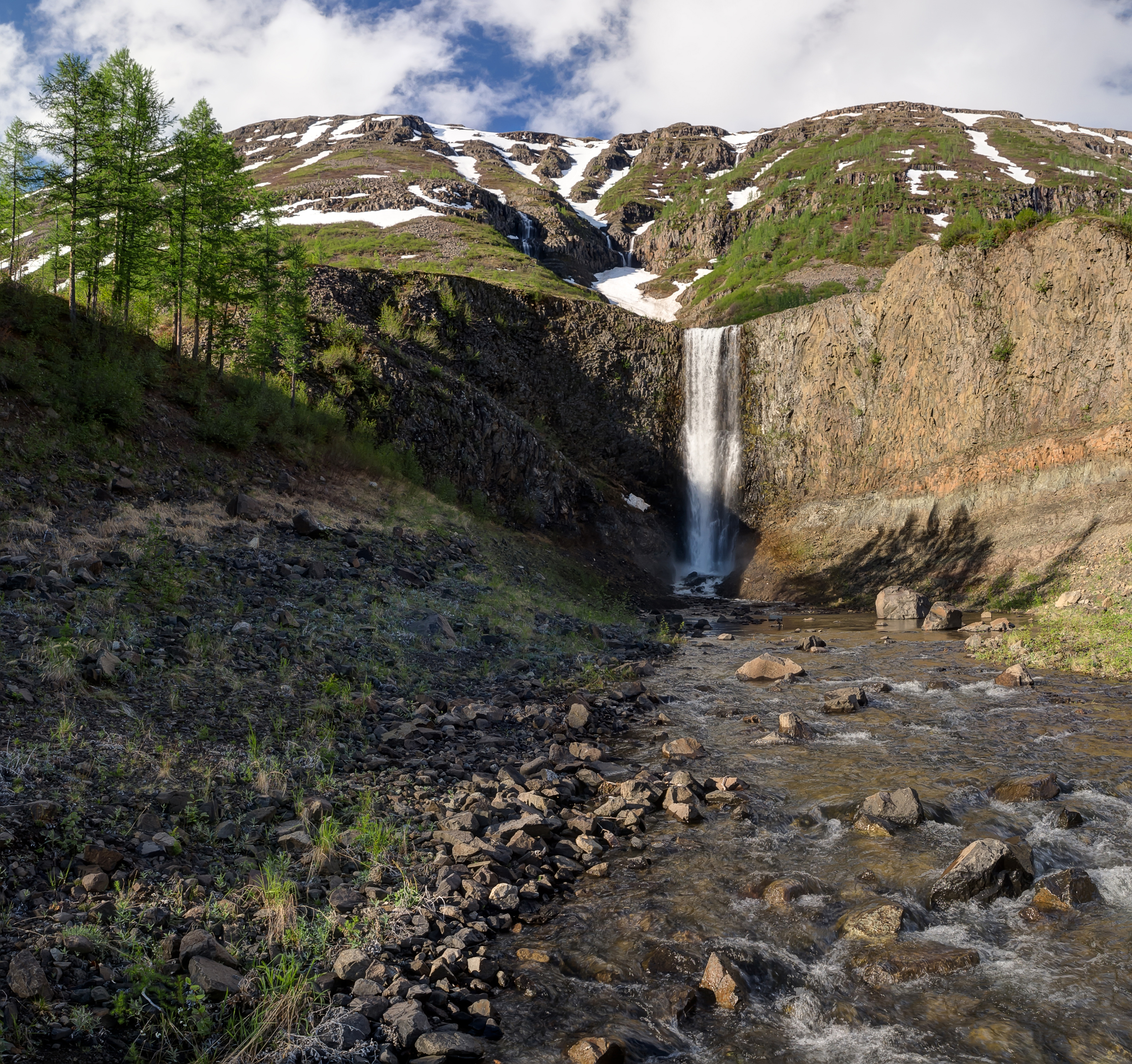

## Pour approfondir